# Эскортный авианосец
Эско́ртный авиано́сец — разновидность авианосцев в Военно-морских флотов Великобритании и США, а также в ВВС Японии, предназначенный для поддержки десантных операций, борьбы с подводными лодками в ходе сопровождения конвоев, транспортировки самолётов.
Эскортные авианосцы широко применялись во время Второй мировой войны и были развитием идеи торговых авианосцев. На атлантическом театре военных действий эскортные авианосцы использовались для защиты торговых караванов от действий подводных лодок ВМФ Германии. На тихоокеанском театре их роль сводилась в основном к поддержке десантных (амфибийных) операций, а также транспортировке самолётов для ударных авианосцев ВМФ и частей других родов войск и сил, как правило — корпуса морской пехоты (КМП). Технически, эскортный авианосец представлял собой авианесущий корабль малого водоизмещения, построенный, как правило, на основании корпуса сухогруза или танкера (реже — пассажирского лайнера) над которым надстраивался одноярусный ангар и полётная палуба.

## Вторая мировая война
Первым эскортным авианосцем стал английский корабль HMS Audacity, который был перестроен из захваченного немецкого торгового судна MV Hannover и был принят на вооружение в июле 1941 года. «Одесити» стал образцом для постройки последующих британских кораблей такого класса, а одной из самых удачных перестроек грузового судна в эскортный авианосец можно назвать HMS Activity.
Наиболее известным кораблем этого класса стал USS Bogue
В ходе Второй Мировой, обычным применением эскортных авианосцев было противовоздушное и противолодочное охранение конвоев (истребители перехватывали атакующие бомбардировщики и обстреливали подводные лодки в надводном положении), обеспечение воздушного прикрытия во время десантных операций, прикрытие в бою тихоходных кораблей.

## Возможные преемники
В 1960-х — 1970-х годах в военно-морских кругах США была популярна идея небольших авианосцев (Sea Control Ship), которые могли бы обеспечивать авиационное прикрытие корабельной группировки в ситуациях когда присутствие больших ударных авианосцев нецелесообразно. Для таких кораблей, водоизмещением 40—60 тысяч тонн, предполагалось создать самолёты вертикального взлёта и посадки, такие как XFV12. Однако самолёты так и не были созданы, а адмиралы предпочли более универсальные крупные авианосцы — за счёт уменьшения авиагруппы увеличивалась продолжительность её действия.
Непосредственным наследником программы SCS стало базирование «Си Харриеров» на крупных десантных кораблях ВМФ США — таких как класс «Тарава», «Уосп» или «Америка». Фактически, эти корабли являются современным эквивалентом эскортных авианосцев, и могут быть задействованы как при поддержке десантных операций (их основное занятие), так и при обороне конвоев. Другие государства мира не имеют аналогов данного класса.
В 1970-х годах ВМФ США и Великобритании разработали программу ARAPAHO, предполагавшую (в случае войны) быструю перестройку контейнеровозов в эскортные авианосцы. Для этой цели были заранее разработаны и заготовлены в достаточном количестве модули, позволяющие за несколько дней установить ангар, лётную площадку и необходимое электронное оборудование на любой крупный контейнеровоз. Подобные «мобилизационные» авианосцы должны были осуществлять противолодочную (и, в определенной мере, противовоздушную) оборону конвоев при помощи вертолётов и самолётов «Си Харриер». Концепция прошла проверку в ходе англо-аргентинского конфликта в 1982 году, когда англичане за 7—9 дней переоснастили три контейнеровоза для транспортировки самолётов «Си Харриер» к театру военных действий. Предполагается, что состоящие на вооружении КМП США истребители F-35B также могут быть адаптированы к применению с контейнеровозов.